# دهستان درونگر
دهستان درونگر دهستانی در بخش نوخندان شهرستان درگز در استان خراسان رضوی ایران است و به مرکزیت محمد تقی بیک شناخته می‌باشد. دهستان درونگر [دُگ َ] (اِخ) نام یکی از دهستانهای چهارگانهٔ بخش نوخندان شهرستان درگز، استان نهم (خراسان) است. این دهستان از ۱۶ آبادی بزرگ و کوچک تشکیل شده‌است و مجموع نفوس آن ۳۷۱۰ تن و مرکز دهستان قریهٔ محمد تقی بک (محمد تقی بیک) است با ۵۸۴ تن جمعیت. (منبع از فرهنگ جغرافیایی ایران ج ۹)
درونگر دارای رودخانه دائمی می‌باشد. و ماهی قزل آلا طلایی در آن وجود دارد و دره زو درونگر که از سمت دهستان درونگر به دره زو آب درونگر و از سمت دیگر روستای شمخال به دره شمخال معروف می‌باشد و امروزه این دره زیبا را به نام (بهشت دره‌های ایران) می‌نامند. کار اصلی مردم روستاهای درونگر دامپروری و کشاورزی کاشت شالی و برنج مرغوب درونگر می‌باشد.

## درونگر در لغت نامه دهخدا
درونگر.[دُ گ َ] (اِخ) نام رودی واقع در شمال خراسان که از غرب به شرق در منطقه ای کوهستانی در شهرستان درگز جاری است و دهستان درونگر و آبادیهای اطراف محمدآباد را مشروب کند و حدود ۲۰ کیلومتری شرق محمدآباد از مرز ایران و ترکمنستان شوروی خارج می‌شود. ایستگاه آب‌شناسی آن در مهرماه ۱۳۲۹ در آبادی سنگ سوراخ از دهستان درونگر واقع در ۴۲ کیلومتری شمال غربی محمدآباد تأسیس شده‌است. و مختصات جغرافیایی آن ۵۸ درجه و ۴۵ دقیقه طول شرقی و ۳۷ درجه و ۳۶ دقیقه عرض شمالی است. طول رود تا ایستگاه آبشناسی ۸۰ کیلومتر است و حوزهٔ آبریز آن ۱۰۰۹ کیلومتر مربع و مقدار متوسط آب آن ۱/۱۰مترمکعب در ثانیه است. (از دائرةالمعارف فارسی).

### روستاهای دهستان درونگر شامل

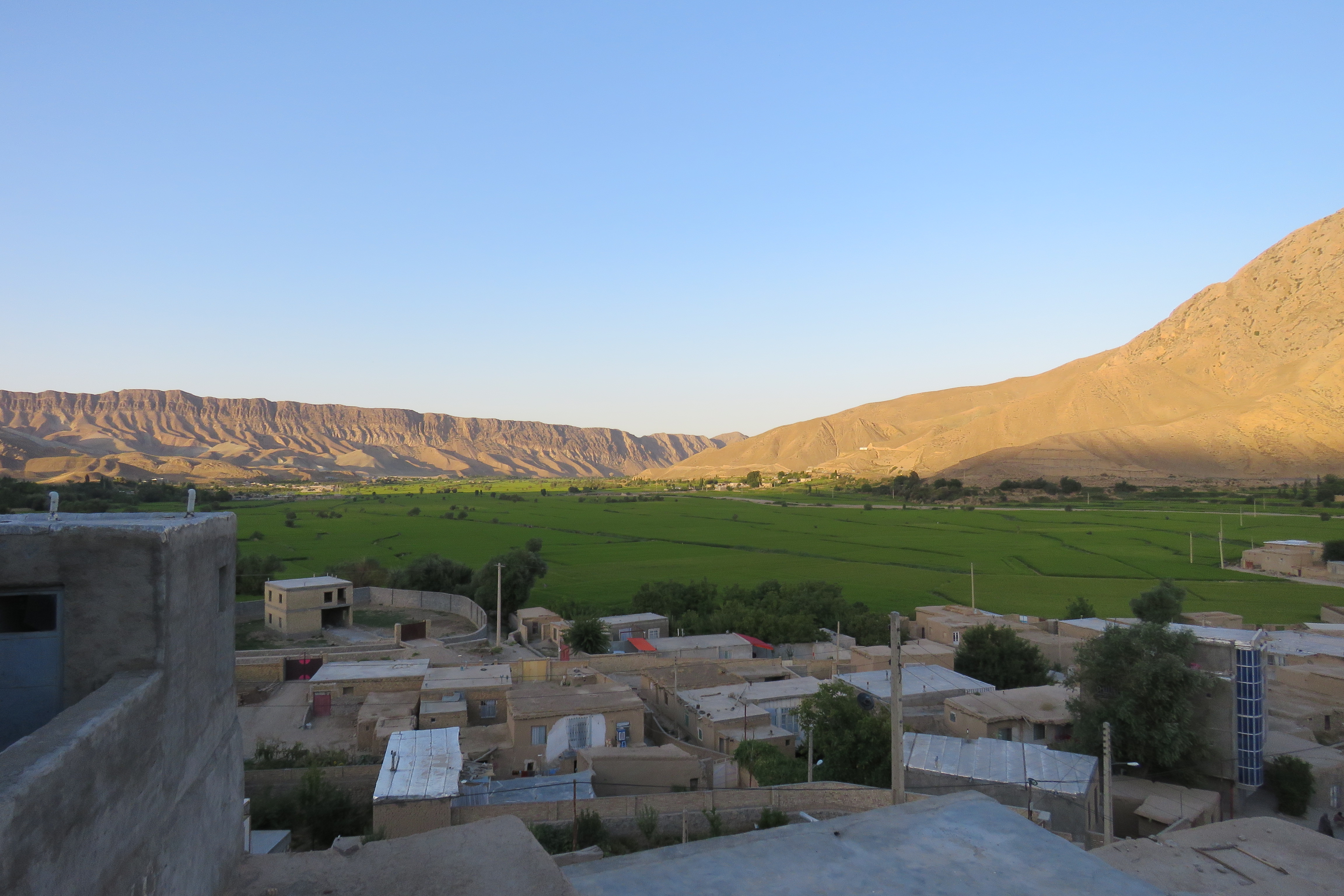
دهستان درونگر

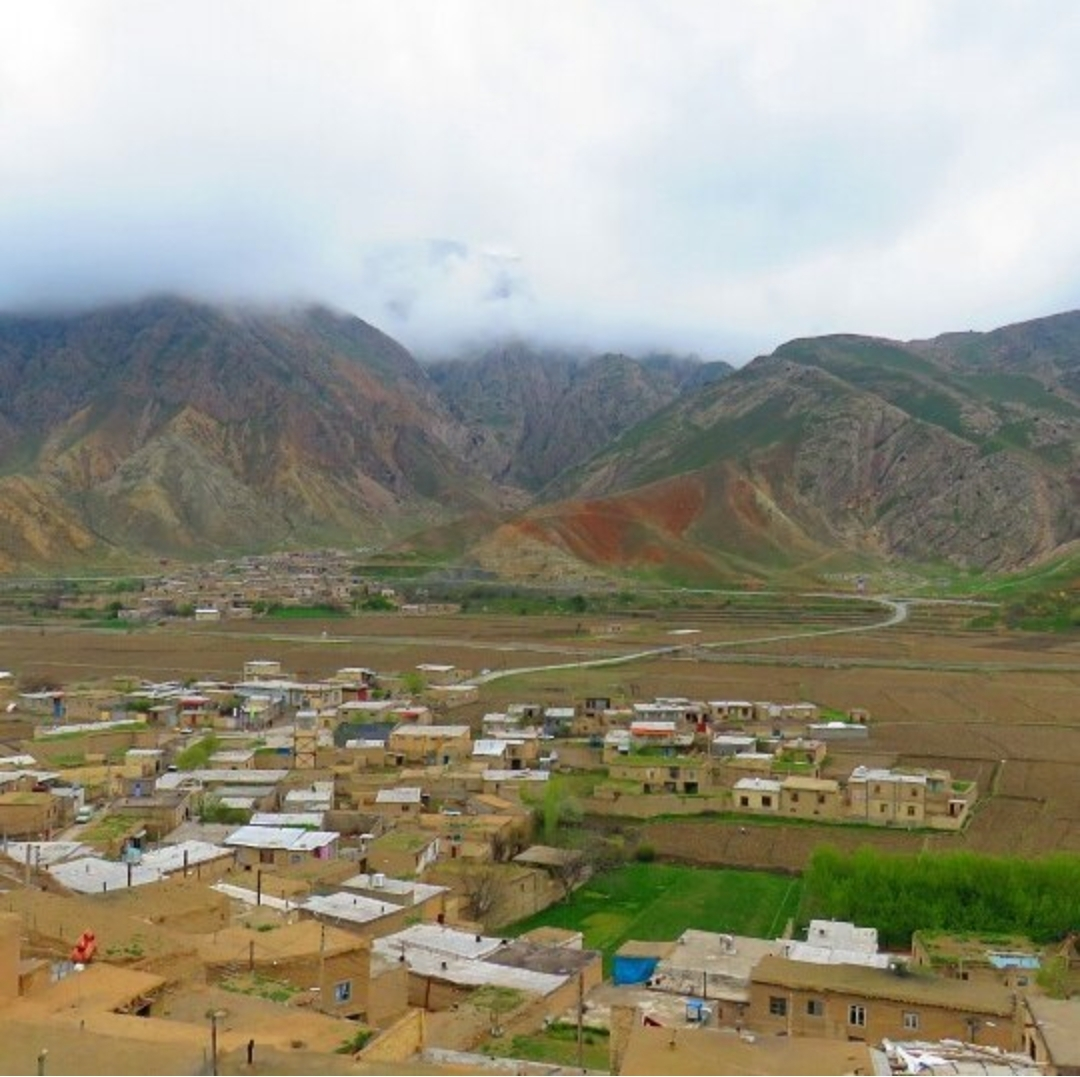
دهستان درونگر روستای محمد تقی بیک

محمدتقی بیگ-شوی -ارباب- امان- مگان -تگن- جبار- چنار -دوست‌محمدبیک -رحمان قلی- سنگ سوراخ- سیدها -شیخ‌ها -عوض محمدبیک -قلیچ‌آباد- قروچان- گدوگانلو- مامدانلو - محمدولی بیک

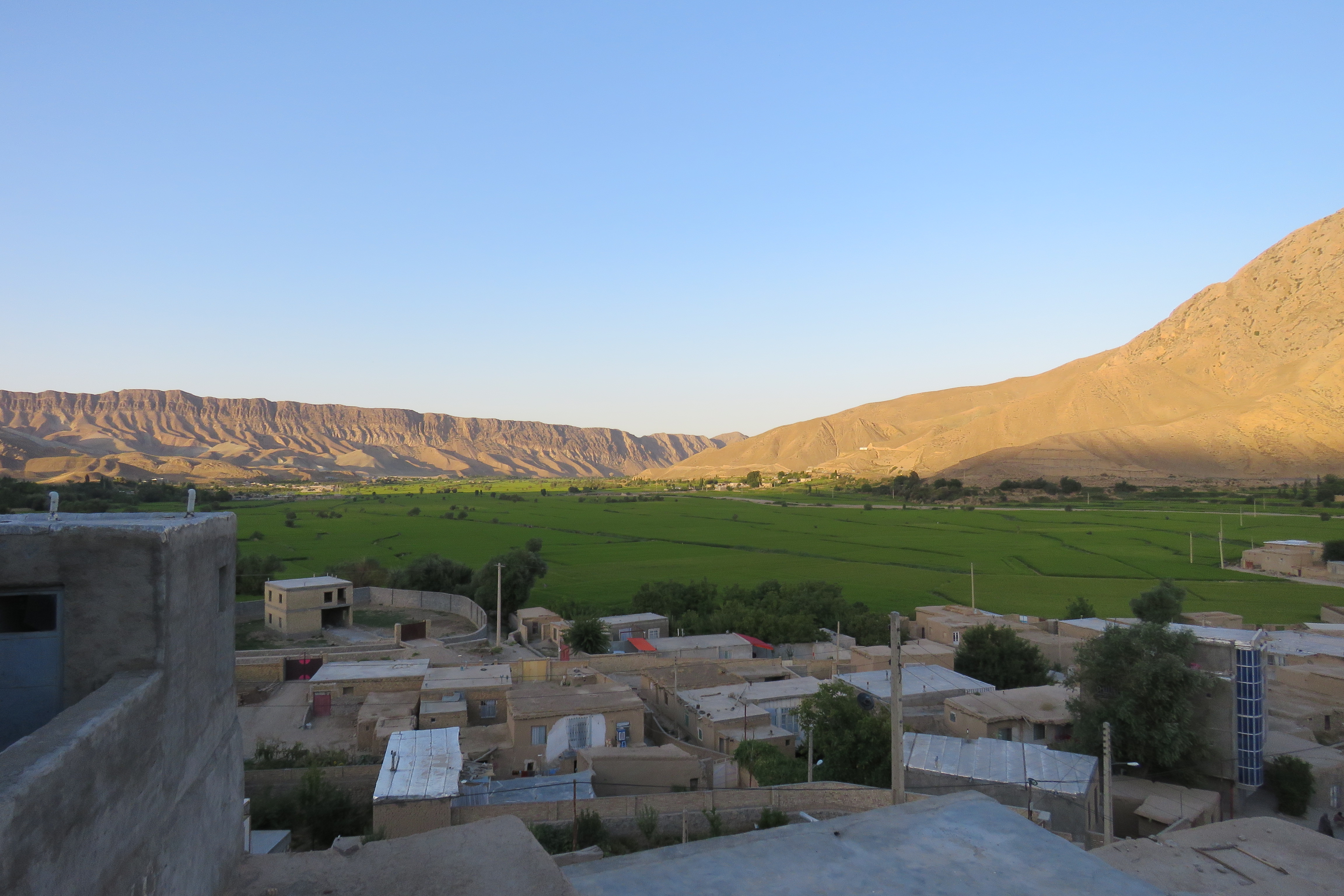
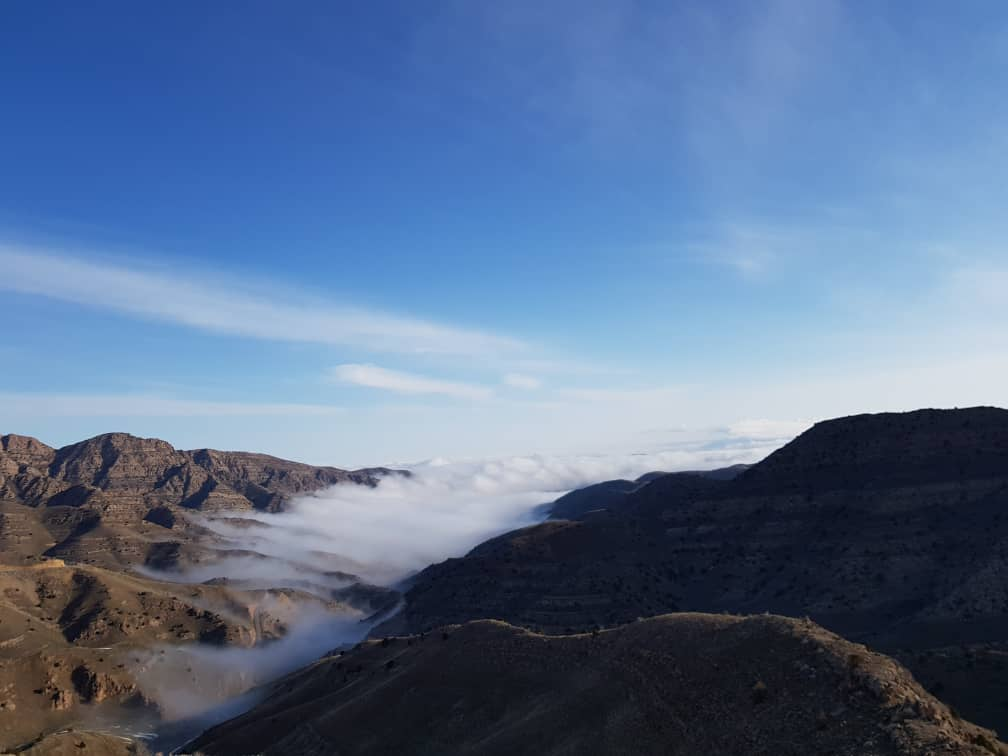
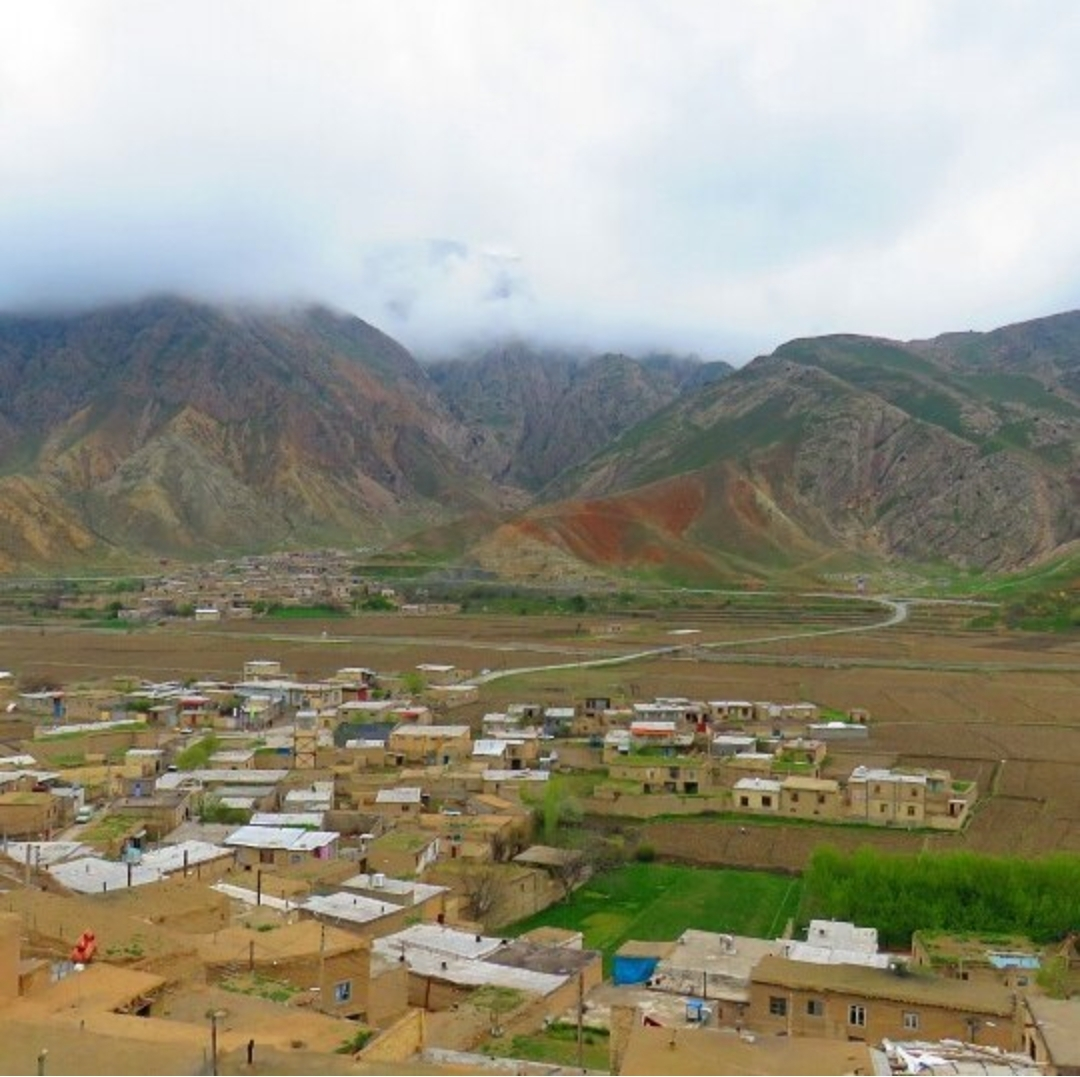
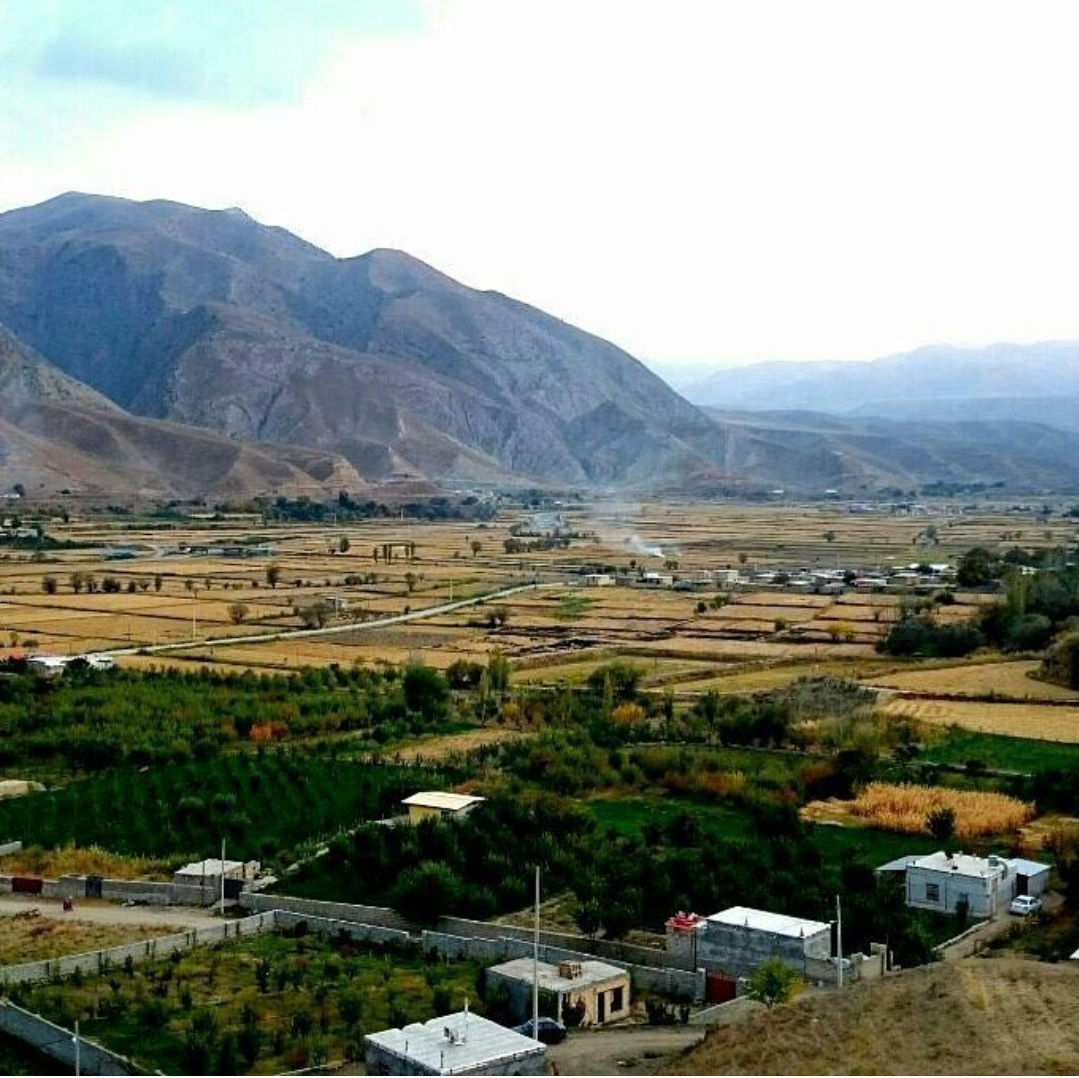

- پرونده:دهستان_درونگر.jpg
- پرونده:دهستان_درونگر_1.jpg
- پرونده:دهستان_درونگر_روستای_محمد_تقی_بیک.jpg
- پرونده:دهستان_درونگر_2.jpg

لغت‌نامه دهخدا

## محمدتقی بیک
محمدتقی بیک . [م ُ ح َم ْ م َ ت َ ب َ] (اِخ) دهی است مرکز دهستان درونگر بخش نوخندان شهرستان دره گز با ۵۸۴ تن سکنه. (از فرهنگ جغرافیایی ایران ج ۹)

### دره گز
دره گز. [دَرْ رَ گ َ] (اِخ) بخش حومه ٔ شهرستان، از یک دهستان به نام دهستان مرکزی تشکیل شده و دارای ۱۷ آبادی بزرگ و کوچک می‌باشد که مجموع نفوس آن در حدود ۳۸۷۱ تن است. آب مزروعی کلیهٔ قراء از ۲۲ رشته قنات و رودخانهٔ درونگر تأمین می‌شود به اغلب قرای بخش اتومبیل می‌توان برد. (از فرهنگ جغرافیایی ایران ج ۹).

## شوی
شوی . [ش َ] (اِخ) دهی است از دهستان درونگر بخش نوخندان شهرستان دره گز و ۴۴۶ تن سکنه دارد. (از فرهنگ جغرافیایی ایران ج ۹).

## تگن
تگن . [ت َ گ َ] (اِخ) دهی است از دهستان درونگر که در بخش نوخندان شهرستان دره گز واقع است و۱۱۴تن سکنه دارد. (از فرهنگ جغرافیایی ایران ج ۹).

## شیخ وانلو
شیخ وانلو. [ش َ] (اِخ) دهی از دهستان درونگر بخش نوخندان شهرستان دره گز است و ۱۴۳ تن سکنه دارد. (از فرهنگ جغرافیائی ایران ج ۹)

## شیخ‌ها
شیخ‌ها. [ش َ] (اِخ) دهی از دهستان درونگر بخش نوخندان شهرستان دره گز است و ۳۰۴ تن سکنه دارد. (از فرهنگ جغرافیائی ایران ج ۹).

## زیدانلو بالا
زیدانلو بالا. [زِ] (اِخ) دهی از دهستان درونگر است که در بخش نوخندان شهرستان دره گز واقع است و ۳۳۹ تن سکنه دارد. (از فرهنگ جغرافیایی ایران ج ۹).

## بهادرخان
بهادرخان . [ب َ دُ] (اِخ) دهی از دهستان درونگر بخش نوخندان است که در شهرستان دره گز واقع است. دارای ۲۰۵ تن سکنه است. (از فرهنگ جغرافیائی ایران ج ۹).

## زیندانلو پایین
زیندانلو پایین . [زِ] (اِخ) دهی از دهستان درونگر است که در بخش نوخندان شهرستان درگز واقع است و ۴۱۰ تن سکنه دارد. (از فرهنگ جغرافیایی ایران ج ۹).

## نوخندان
نوخندان . [ن َ خ َ] (اِخ) نام دهستان مرکزی بخش نوخندان شهرستان دره گز است. جمعیت این دهستان در حدود ۵۸۵۹ تن است. قراء مهم دهستان عبارتند از برج قلعه ودولت شاملو. اغلب دهات این دهستان از رودخانهٔ درونگر مشروب می‌شوند. (از فرهنگ جغرافیایی ایران ج ۹)

## حسن کدخدا
حسن کدخدا. [ح َ س َ ک َ خ ُ] (اِخ) دهی است از دهستان درونگر بخش نوخندان شهرستان دره گز. در بیست هزارگزی شمال باختری نوخندان. کوهستانی، معتدل. سکنهٔ آن ۱۵۰ تن شیعه. زبان: کوردی کرمانجی. آب آن از رودخانه درونگر. محصول آنجا برنج مرغوب، سیب زمینی، غلات، ذرت. شغل اهالی زراعت. راه فرعی به شوسه دارد. روستای حسن کدخدا (قروچان) ما بین شهر درگز و قوچان واقع شده‌است که فاصله ان تا شهر درگز ۵۰ کیلومتر و تا قوچان ۹۰ کیلومتر می‌باشد. روستای قروچان از شمال به مرز کشور ترکمنستان از شرق با روستای چنار و از غرب با روستای بهادرخان و از جنوب به رودخانه درونگر همسایه است .(فرهنگ جغرافیایی ایران ج ۹).

## چنار
چنار. [چ ِ] (اِخ) مؤلف مرآت البلدان نویسد: یکی از قرای دره گز خراسان است و ۱۷ خانوار سکنه دارد. (از مرآت البلدان ج ۴ ص ۲۷۲). و در فرهنگ جغرافیایی آمده‌است: دهی از دهستان درونگر بخش نوخندان شهرستان دره گز که در ۹ هزارگزی شمال باختری نوخندان واقع است. کوهستانی و هوایش معتدل است و ۹۶ تن سکنه دارد. آبش از قنات. محصولش غلات و ذرت. شغل اهالی زراعت و راهش از طریق راه شوسهٔ اتومبیل رو است. (از فرهنگ جغرافیایی ایران ج ۹).

### دهستان درونگر در ایام محرم
در ایام محرم تمام روستاهای درونگر در این ایام در روزهای مختلف به مساجد یکدیگر می‌روند و شهادت سالار و سرور شهیدان امام حسین (ع) به عزاداری می‌پردازند و در روز عاشورای حسینی تمام روستاهای دهستان درونگر به روستای محمد تقی بیک که مرکزیت درونگر می‌باشد می روند و عزاداری می‌کنند و روستای محمد تقی بیک تماماً با دو مسجد در روستا مسئول پذیرایی از عزاداران در روز عاشورای حسینی می‌باشد و نماز ظهر عاشورا در این روستا بسیار باشکوه و نشان دهنده پیوند این روستاهای کردنشین که به گویش زبان کردی کرمانجی صحبت می‌کنند را با یکدیگر نشان می‌دهد.

### زبان مردم درونگر
زبان اصلی مردم درونگر که بیشتر کرد کرمانج هستند زبان کردی کرمانجی است اما بعضی از مردم در این دهستان تا حدودی به زبان ترکمنی نیز مسلط هستند.

### جمعیت
براساس سرشماری مرکز آمار ایران در سال ۱۳۸۵، جمعیت دهستان درونگر ۳۲۹۶ نفر (۸۹۶ خانوار) بوده‌است. جمعیت این دهستان در سال ۱۳۹۰ به ۲۹۴۴ نفر رسیده‌است.